# Zweckentfremdung
Zweckentfremdung ist  die nicht ursprünglich gedachte oder nicht zulässige Verwendung von Sachen (beispielsweise Einkaufswagen durch Bastler, Künstler und Obdachlose), Wohnungen, Geldbeträgen  oder anderem. 

## Beispiele
Ein Beispiel im Immobilienbereich ist die Wohnraumzweckentfremdung, die Verwendung einer Wohnung zu anderen als Wohnzwecken, also zum Beispiel als Büro oder als Ferienwohnung. 
Im Finanzbereich ist die Verwendung von Geldern für andere als die vorgesehenen Zwecke, beispielsweise wenn öffentliche Gelder oder Subventionen zweckentfremdet werden.

## Deutschland
In mehreren Bundesländern gibt es Gesetze (z. B. Niedersächsisches Gesetz über das Verbot der Zweckentfremdung von Wohnraum (NZwEWG), vom 27. März 2019), die es Kommunen erlauben, per Satzung Regelungen gegen Zweckentfremdung von Wohnraum zu ermöglichen. Eine entsprechende Satzung besteht beispielsweise in Lüneburg.
Entsprechende ältere Verordnungen in anderen Bundesländern, z. B. in Nordrhein-Westfalen, sind teils außer Kraft oder nicht verlängert worden.

## Zweckentfremdungsverbot-Gesetz in Berlin
Gemäß § 2 Absatz 1 Zweckentfremdungsverbot-Gesetz (Berlin) (ZwVbG) liegt eine Zweckentfremdung vor, wenn Wohnraum zu anderen als Wohnzwecken genutzt wird. Dies beinhaltet nach Tagen oder Wochen bemessene Vermietungen als Ferienwohnung oder gewerbliche Zimmervermietung, sonstige gewerbliche Nutzungen, bauliche Veränderungen zur Nichteignung von Wohnraum, Leerstand von mehr als drei Monaten (bei Sanierungsarbeiten bis zu zwölf Monaten) sowie Abriss.
Eine reguläre Untervermietung von mehr als sechs Monaten mit einem regulären Untermietvertrag stellt keine Zweckentfremdung dar. Für gewerbliche Nutzungen von Wohnraum, die bereits vor Inkrafttreten des ZwVbG im Dezember 2013 vorlag, gilt ein Bestandsschutz bis zur Aufgabe der konkreten gewerblichen Nutzung.
Nach einem Urteil des Landgerichts Berlin vom September 2021 stellt die Nutzung einer Wohnung als Zweitwohnung ebenfalls keine Zweckentfremdung dar; eine entsprechende Begründung der Kündigung durch die Vermieterin lehnte das Gericht daher ab.